# Maxime Janvier
Maxime Janvier (Creil, 18 ottobre 1996) è un tennista francese.

## Carriera
Esordisce nel circuito ITF nel 2012 nelle qualificazioni di un torneo a Saint-Dizier. Ottiene la prima vittoria due anni dopo sia in singolare che in doppio.
Nel 2016 vince il primo Challenger a Casablanca, il Morocco Tennis Tour - Casablanca II, battendo in finale Stefanos Tsitsipas.
Nel 2017 arriva all'ultimo turno delle qualificazioni all'Open di Francia e viene eliminato da Guido Pella. Nei tre anni seguenti ottiene una wild card per il tabellone principale, ma non riesce mai a superare il primo turno perdendo tutti gli incontri in tre set.
Dopo aver perso una finale Challenger in singolare nel 2019 e un'altra nel 2020, nel 2022 vince il primo torneo Challenger in doppio a Tolosa in coppia con Malek Jaziri; raggiunge la finale anche in singolare e viene sconfitto da Kimmer Coppejans.

## Statistiche
Aggiornate al 18 marzo 2024.

### Tornei minori

#### Singolare

##### Vittorie (8)
| Legenda tornei minori |
| Challenger (1)        |
| Futures (7)           |

| N. | Data              | Torneo                                          | Superficie  | Avversario in finale | Punteggio        |
| 1. | 27 luglio 2014    | Serbia F6, Valjevo                              | Terra rossa | Tomislav Jotovski    | 7–6(4), 7–6(6)   |
| 2. | 28 giugno 2015    | Turkey F25, Istanbul                            | Cemento (o) | Temur Ismailov       | 6-2, 6-4         |
| 3. | 19 luglio 2015    | Serbia F5, Belgrado                             | Terra rossa | João Pedro Sorgi     | 6-1, 6-4         |
| 4. | 6 settembre 2015  | Iran F7, Teheran                                | Terra rossa | Toni Androić         | 6-2, 6-4         |
| 5. | 13 settembre 2015 | Iran F8, Teheran                                | Terra rossa | Matteo Marfia        | 6-1, 6-1         |
| 6. | 1 maggio 2016     | France F9, Grasse                               | Terra rossa | Andreas Beck         | 4-6, 7-5, 7–6(6) |
| 7. | 21 agosto 2016    | Poland F5, Bydgoszcz                            | Terra rossa | Andriej Kapaś        | 6-3, 6-3         |
| 8. | 16 ottobre 2016   | Morocco Tennis Tour - Casablanca II, Casablanca | terra rossa | Stefanos Tsitsipas   | 6-4, 6-0         |

##### Sconfitte (6)
| N. | Data              | Torneo                                       | Superficie  | Avversario in finale   | Punteggio        |
| 1. | 13 settembre 2015 | Israel F7, Ramat Gan                         | Cemento (o) | Amir Weintraub         | 1-6, 3-6         |
| 2. | 5 luglio 2015     | Turkey F26, Istanbul                         | Cemento (o) | Aleksandre Metreveli   | 3-6, 6-2, 2-6    |
| 3. | 23 agosto 2015    | Finland F3, Helsinki                         | Terra rossa | Lennert van der Linden | 6(2)–7, 2-6      |
| 4. | 31 marzo 2019     | Saint-Brieuc Challenger, Saint-Brieuc        | Cemento (i) | Kamil Majchrzak        | 3-6, 6(1)–7      |
| 5. | 2 febbraio 2020   | Open Quimper Bretagne Occidentale, Quimper   | Cemento (i) | Cem İlkel              | 6(6)–7, 5-7      |
| 6. | 4 settembre 2022  | Internationaux de Tennis de Toulouse, Tolosa | Terra rossa | Kimmer Coppejans       | 7–6(8), 4-6, 3-6 |

#### Doppio

##### Vittorie (6)
| Legenda tornei minori |
| Challenger (1)        |
| Futures (5)           |

| N. | Data             | Torneo                                       | Superficie  | Compagno          | Avversari in finale                     | Punteggio         |
| 1. | 6 luglio 2014    | Belgium F5, De Haan                          | Terra rossa | Florian Lakat     | Michael Geerts Jonas Merckx             | 7-5, 6-1          |
| 2. | 25 gennaio 2015  | Egypt F2, Il Cairo                           | Terra rossa | Kamil Majchrzak   | Na Jung-woong Yun Jae-won               | 6-2, 6-2          |
| 3. | 24 maggio 2015   | Ukraine F2, Čerkasy                          | Terra rossa | Marat Deviatiarov | Vladyslav Manafov Volodymyr Uzhylovskyi | 6-2, 6-2          |
| 4. | 6 settembre 2015 | Iran F7, Teheran                             | Terra rossa | Gabriel Petit     | Thomas Fancutt Amirvala Madanchi        | 7–6(3), 6-1       |
| 5. | 20 marzo 2016    | Israel F5, Ramat HaSharon                    | Cemento (o) | Corentin Denolly  | Antoine Bellier Gábor Borsos            | 4-6, 6-4, [12-10] |
| 6. | 3 settembre 2022 | Internationaux de Tennis de Toulouse, Tolosa | Terra rossa | Malek Jaziri      | Théo Arribagé Titouan Droguet           | 6-3, 7–6(5)       |

##### Sconfitte (3)
| N. | Data             | Torneo                    | Superficie  | Compagno           | Avversari in finale               | Punteggio   |
| 1. | 19 luglio 2015   | Serbia F5, Belgrado       | Terra rossa | Antoine Bellier    | Nebojša Perić Danilo Petrović     | 5-7, 2-6    |
| 2. | 16 agosto 2015   | Finland F2, Hyvinkää      | Terra rossa | Romain Arneodo     | Lloyd Glasspool Mikael Torpegaard | 6(3)–7, 2-6 |
| 3. | 18 febbraio 2024 | Bengaluru Open, Bangalore | Cemento     | Constantin Bittoun | Ramkumar Ramanathan Saketh Myneni | 6-3, 6-4    |